# Vojvodina Donja Hercegovina
Vojvodina Donja Hercegovina bila je teritorij pod nadzorom hrvatskih ustanika u Donjoj Hercegovini koji su se na ustanak dignuli 19. lipnja 1875. Izborio ga je vojvoda don Ivan Musić prigodom puta u Beč. Donja Hercegovina dobila je poseban status i postala praktično slobodni teritorij. Vojvoda Musić je imao više sjedišta. Jedno je bilo hercegovački dio Kleka. Takva Donja Hercegovina dočekala je austro-ugarsko zaposjedanje nakon Berlinskoga kongresa 1878. godine. Musićeve snage tad su odigrale važnu ulogu prigodom oslobađanja Stoca i Trebinja.